# Бережецька волость (Кременецький повіт)
Бережецька волость — адміністративно-територіальна одиниця Кременецького повіту Волинської губернії Російської імперії. Волосний центр — містечко Бережці.

## Склад
Станом на 1885 рік складалася з 39 поселень об'єднаних у 15 сільських громад. Населення — 6423 осіб (3029 чоловічої статі та 3394 — жіночої), 832 дворових господарства.

### Основні поселення волості
- Бережці — колишнє власницьке село при річці Іква за 10 верст від повітового міста; волосне правління; 420 осіб, 46 двори, православна церква, католицька каплиця, синагога, постоялий будинок, 7 лавок, 5 ярмарок, 2 водяних млини, винокурний завод.
- Двірець — колишнє державне село при річці Іква, 268 осіб, 35 дворів, каплиця.
- Дунаїв — колишнє державне село при річці Іква, 410 осіб, 49 дворів, православна церква, каплиця, школа, постоялий будинок.
- Жолоби — колишнє державне село, 750 осіб, 93 двори, православна церква, каплиця, школа, 2 постоялих будинки.
- Комарівка — колишнє власницьке село, при струмкові, 745 осіб, 93 двори, православна церква, постоялий будинок, млин.
- Кімнатка — колишнє власницьке село, 380 осіб, 41 двір, православна церква, постоялий будинок, водяний млин.
- Куликів — колишнє власницьке село при річці Іква, 280 осіб, 42 двори, православна церква.
- Млинівці — колишнє державне село при річці Іква, 195 осіб, 23 двори, православна церква, 2 водяних млини.
- Підлісці — колишнє державне село, за 2 версти від річки Іква, 374 особи, 49 двори, каплиця, школа.
- Рудка — колишнє державне село, 420 осіб, 55 дворів, православна церква, школа, постоялий будинок, млин.

## Історія
Волость існувала з ХІХ ст. по 1920 р. у складі Кременецького повіту Волинської губернії. 18 березня 1921 року Західна Волинь відійшла до складу Польщі. З 1921 по 1939 роки волость існувала як ґміна Бережці Кременецького повіту Волинського воєводства в тих же межах, що й до 1920 року. В 1921 р. волость налічувала 13 797 жителів (13 351 православний, 177 римо-католиків, 1 євангеліст і 88 юдеїв), складалася з 61 населеного пункту:
- 1 містечко — Бережці,
- 22 села:
  - Малі Бережці,
  - Бережецькі Гаї,
  - Богданівка,
  - Хотівка,
  - Дунаїв,
  - Двірець,
  - Града,
  - Новий Кокорів,
  - Старий Кокорів,
  - Комарівка,
  - Комарівка Зелена,
  - Кімнатка Зелена,
  - Кімнатка,
  - Куликів,
  - Млинівці,
  - Підгора,
  - Підлісці,
  - Попівці,
  - Рудка,
  - Савчиці,
  - Валігури,
  - Жолоби;
- 2 присілки:
  - Рудочка Мала
  - Загребля;
- 7 колоній:
  - Березина,
  - Діброва,
  - Королівщина,
  - Кушелівки,
  - Мочули,
  - Пашин Луг,
  - Закриничина;
- 29 хуторів:
  - Білецький Хутір,
  - Хмелі,
  - Чеховиця,
  - Червона,
  - Діброва,
  - Дубина,
  - Духів,
  - Грабина,
  - Голосторони,
  - Ковалики,
  - Ліс,
  - Лісовий,
  - Мглярка,
  - Мидлики,
  - Олексюки,
  - Острівок,
  - Панасюки,
  - Петруки,
  - Плецюки,
  - Росолі,
  - Рудники,
  - Спорне,
  - Шулі,
  - Тернобір (Королівський Міст),
  - Тригуби,
  - Урля,
  - Весела,
  - Зайці,
  - Зарослі.

Польською окупаційною владою інтенсивно велося будівництво польських колоній і переселення поляків на територію ґміни.
1 жовтня 1933 р. у ґміну Бережці включені з ліквідованої ґміни Білокриниця села Колосово, Шпиколоси і Сапанів та поселення Підвисоке, натомість передані до ґміни Почаїв села Валігури, Комарівка і хутір Дунаївщина з села Дунаїв.
На 1936 рік гміна складалася з 23 громад:
1. Бережці — містечко: Бережці;
2. Бережці — село: Бережці та хутори: Бережці, Хотівка, Філики, Королівський Міст, Мочули, Підгора і Підгостра;
3. Богданівка — село: Богданівка та хутір: Бондарі;
4. Дунаїв — село: Дунаїв та хутори: Духів, Панасюки, Петруки, Плетюки, Зайці й Залісся;
5. Хотівка — село: Хотівка;
6. Двірець — села: Двірець і Червона;
7. Гаї — село: Гаї та хутори: Хмелі, Дедереші, Філики, Ковалики, Мидлики, Олексюки, Рудники, Росоли, Срулі й Тригуби;
8. Града — село: Града та хутір: Березина;
9. Кімнатка — село: Кімнатка;
10. Колосова — село: Колосова;
11. Новий Кокорів — село: Новий Кокорів та хутори: Королівщина і Лищуки;
12. Старий Кокорів — село: Старий Кокорів та хутори: Кушелівка і Весела;
13. Куликів — село: Куликів та хутори: Рудечка, Соснина і Зарослі;
14. Хрести — село: Хрести та хутори: Свяхи, Гаврили, Гамери, Яківці, Мисики, Мокре, Синяки й Устини;
15. Млинівці — село: Млинівці;
16. Попівці — село: Попівці та хутори: Хатки і Дубина;
17. Підлісці — село: Підлісці;
18. Рудка — село: Рудка;
19. Сапанів — село: Сапанів та хутори: Порхаівка і Жирівка;
20. Шпиколоси — село: Шпиколоси;
21. Савчиці — село: Савчиці та хутір: Урля;
22. Зелена — село: Зелена;
23. Жолоби — село: Жолоби та хутори: Боцюки, Діброва, Геляни, Ярмошуки, Підвисоке і Вознюки.

Після радянської анексії західноукраїнських земель ґміна ліквідована у зв'язку з утворенням районів.